# 温州西站
温州西站位于中国浙江省温州市瓯海区新桥街道，归属浙江金温铁道开发有限公司，是金温货线的一个货运站。车站办理整车普通货物和集装箱到发业务，主要发送货品为煤、金属矿石和集装箱，到达品为水泥、集装箱、钢铁及有色金属。站场内设有正线1条、到发线兼调车线10条；货场内设12条货物线、通往天鹏化工和金温铁道公司的专用线2条以及17座仓库:341。
温州西站为金温公司的直属中心站之一，下辖双屿、江南村、双潮3个中间站、温州东货场和K229线路所:341。